# إرنست بيتر فيشر
إرنست بيتر فيشر (بالألمانية: Ernst Peter Fischer)‏ هو صحفي الرأي وكاتب ألماني، ولد في 18 يناير 1947 في فوبرتال في ألمانيا.

## وصلات خارجية
- إرنست بيتر فيشر على موقع مونزينجر (الألمانية)
- إرنست بيتر فيشر على موقع ميوزك برينز (الإنجليزية)